# Ctenus brevitarsus
Ctenus brevitarsus este o specie de păianjeni din genul Ctenus, familia Ctenidae, descrisă de Bryant, 1940.
Este endemică în Cuba. Conform Catalogue of Life specia Ctenus brevitarsus nu are subspecii cunoscute.